# Paulina Goto
Paulina Goto  (Monterrey, Új-León, Mexikó, 1991. július 29. –) mexikói színésznő, énekesnő.

## Élete és pályafutása
Paulina Gómez Torres néven született 1991. július 29-én Monterreyben. 
Karrierjét 2008-ban kezdte. 2010-ben megkapta első főszerepét a Niña de mi corazón című telenovellában Erick Elías oldalán. Ugyanebben az évben kiadta első albumát. 2011-ben az El Knack című színházi darabban játszott.

## Filmográfia
| Év        | Cím                                       | Szerep                                  | Magyar hang   |
| --------- | ----------------------------------------- | --------------------------------------- | ------------- |
| 2008-2009 | Roomies                                   | Önmaga                                  |               |
| 2010      | Niña de mi corazón                        | Andrea Paz / Andrés Paz                 |               |
| 2010      | Borrar de la memoria                      | Diana barátnője #2                      |               |
| 2012      | Miss XV                                   | Valentina Contreras de los Monteros     |               |
| 2013      | Las Mejores Amigas Best Friends Forever   |                                         |               |
| 2014-2015 | Szerelem ajándékba (Mi corazón es tuyo)   | Estefanía 'Fanny' Lascuraín Diez        | Czető Zsanett |
| 2016      | A sors útjai (Un Camino hacia el Destino) | Luisa Fernanda Pérez/Montero Altamirano | Czető Zsanett |
| 2017      | Victoria (El vuelo de la Victoria)        | Victoria Tonantzin                      | Czető Zsanett |
| 2020      | Vencer el miedo                           | Marcela Durán Bracho                    |               |
| 2020-2021 | Viharos szívek (Vencer el desamor)        | Marcela Durán Bracho                    | Csuha Bori    |
| 2021      | Anya csak egy van? (Madre sólo hay dos)   | Mariana Herrera                         |               |

## Diszkográfia
- 2010: Paulina Goto
- 2012: Eme 15